# Saulgrub
Saulgrub – miejscowość i gmina w Niemczech, w kraju związkowym Bawaria, w rejencji Górna Bawaria, w regionie Oberland, w powiecie Garmisch-Partenkirchen, siedziba wspólnoty administracyjnej Saulgrub. Leży około 20 km na północny zachód od Garmisch-Partenkirchen, przy drodze B23 i linii kolejowej Murnau am Staffelsee - Oberammergau.

## Dzielnice
- Unterammergauer Forst
- Altenau
- Saulgrub
- Wurmansau.

## Demografia
| Rok  | Liczba mieszk. |
| ---- | -------------- |
| 1970 | 1 212          |
| 1987 | 1 469          |
| 2000 | 1 618          |
| 2005 | 1 687          |

### Struktura wiekowa
Dane o ludności z 31 grudnia 2008:
| Opis                                | Ogółem | Ogółem | Kobiety | Kobiety | Mężczyźni | Mężczyźni |
| ----------------------------------- | ------ | ------ | ------- | ------- | --------- | --------- |
| Jednostka                           | osób   | %      | osób    | %       | osób      | %         |
| Populacja                           | 1681   | 100    | 842     | 50,09   | 839       | 49,91     |
| Wiek przedprodukcyjny (0–17 lat)    | 335    | 19,93  | 163     | 9,7     | 172       | 10,23     |
| Wiek produkcyjny (18–65 lat)        | 1045   | 62,17  | 515     | 30,64   | 530       | 31,53     |
| Wiek poprodukcyjny (powyżej 65 lat) | 301    | 17,91  | 164     | 9,76    | 137       | 8,15      |

## Polityka
Wójtem gminy jest Rupert Speer z WG, urząd ten poprzednio obejmował Michael Mangold. Rada gminy składa się z 12 osób.
|      | WG | WGA | WGW | Razem |
| 2008 | 5  | 6   | 1   | 12    |
| 2002 | 5  | 5   | 2   | 12    |

## Oświata
W gminie znajduje się przedszkole (50 miejsc) oraz szkoła podstawowa (5 nauczycieli, 58 uczniów).